# Eva Belmonte
Eva Belmonte (Elche, 1982) es una periodista española especializada en el análisis y tratamiento de información pública y codirectora de la Fundación Ciudadana Civio, junto al activista informático David Cabo. En 2016, recibió el Premio Gabriel García Márquez a la innovación periodística, y el Data Journalism Award a la mejor investigación del año por "Medicamentalia", sobre la brecha global en el acceso a la salud. Unos años después, en 2019, consiguió el Data Journalism Award al Mejor Portafolio Individual del año.

## Trayectoria
Belmonte se licenció en Periodismo en la Universidad Autónoma de Barcelona (UAB) y, en 2004, empezó a trabajar en la redacción del periódico El Mundo en Barcelona. Permaneció en el diario hasta que en 2012 fue despedida junto con otros 140 periodistas, cuando la empresa editora se acogió a un ERE. Estando en el paro, Belmonte puso en marcha el blog El BOE nuestro de cada día en octubre de 2012, en el que explicaba y ponía en contexto las decisiones más relevantes que el gobierno español publica en el Boletín Oficial del Estado (BOE).
Tras la buena acogida de esta publicación digital, se integró en el equipo de Civio para desarrollar y supervisar las investigaciones lanzadas por la fundación, cuyo principal objetivo es la vigilancia de los poderes públicos para lograr una mayor transparencia de las instituciones. En Civio ha dirigido el trabajo periodístico de investigaciones como "El indultómetro" (sobre indultos concedidos en España desde 1996), o "¿Quién manda?" (mapa del poder público-privado en España y sus vínculos), entre otras. En enero de 2019, Belmonte fue nombrada codirectora de Civio junto a David Cabo.
En 2015, publicó su primer libro, Españopoly en el que explica el funcionamiento de las estructuras de poder en España y cómo las leyes se adaptan a las necesidades de unos pocos.
Además de su trabajo en Civio, Belmonte colaboró con la revista mensual La Marea entre 2016 y 2018, y es profesora de periodismo de investigación y datos en varios Master oficiales.

## Reconocimientos
En 2016, Belmonte recibió el Premio Gabriel García Márquez a la innovación periodística por su liderazgo en la investigación sobre la brecha global en el acceso a la salud "Medicamentalia". En junio de 2019, recibió el premio al Mejor Portafolio Individual del año que concede el jurado de los Data Journalism Awards, el reconocimiento internacional más prestigioso en la especialidad del periodismo de datos.
En julio de 2022, Belmonte fue galardonada con el Premio Archiletras de la Lengua al desempeño profesional por su labor traduciendo el Boletín Oficial del Estado (BOE) en El BOE nuestro de cada día. Estos premios son convocados y organizados anualmente por Prensa y Servicios de la Lengua, empresa editora de la revista Archiletras.

## Obra
- 2015 – Españopoly: Cómo hacerse con el poder en España (o, al menos, entenderlo). Editorial Ariel. ISBN 978-8434419421.[19]

- 2021 – Diccionario ilustrado Español-BOE, en colaboración con Mauro Entrialgo. Editorial Ariel. ISBN 978-84-344-3358-8.